# 庫斯京 (拉傑霍夫區)
50°15′49″N 24°51′36″E / 50.26361°N 24.86000°E
庫斯京（烏克蘭語：Кустин），是烏克蘭西部的村莊，隸屬利維夫州的舍普季茨基區。該村始建於1320年，面積1.02平方公里，海拔高度209米，2001年人口515，人口密度每平方公里504.9人。